# Carlo Crespi Croci
Carlo Crespi Croci (Legnano, 29 maggio 1891 – Cuenca, 30 aprile 1982) è stato un religioso italiano, della Società salesiana di San Giovanni Bosco.

## Biografia

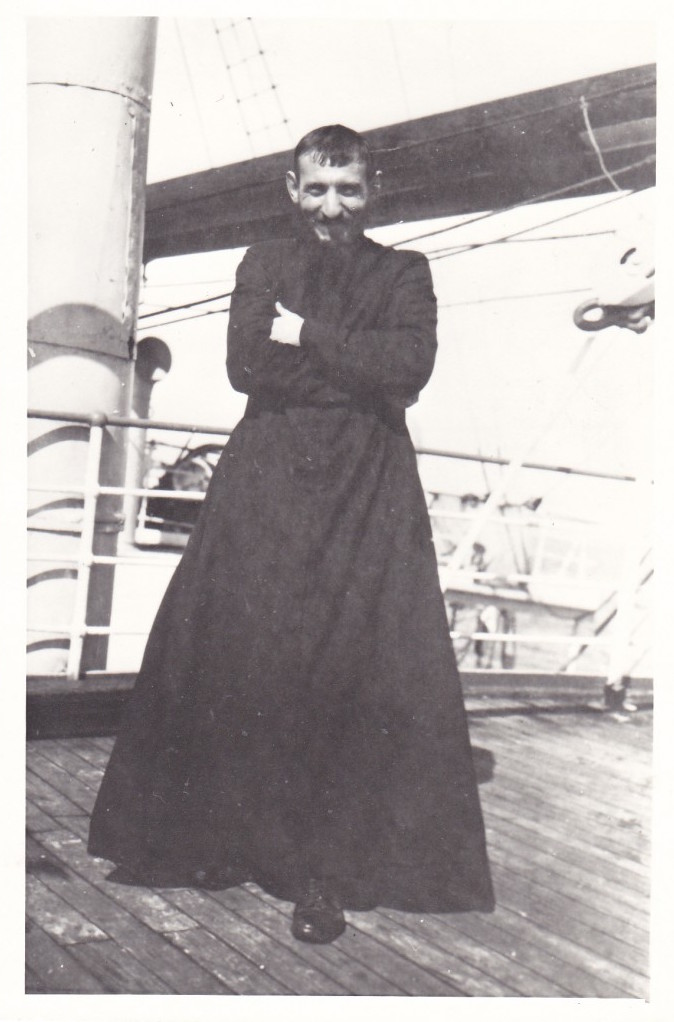
Carlo Crespi sul vaporetto "Venezuela" nel 1926

Carlo Crespi nacque, terzo di tredici figli, da Daniele Crespi, fattore in una tenuta locale, e sua moglie Luisa Croci. Nel 1907 iniziò il noviziato a Foglizzo e tra il 1909 e il 1911 studiò filosofia a Valsalice, dove conobbe ed era compagno di classe del sacerdote Renato Ziggiotti, futuro successore di Don Bosco. Domenica 28 gennaio 1917 fu ordinato sacerdote.
Nel 1921, Carlo conseguì la laurea in scienze naturali con specializzazione in botanica presso l'università di Padova, discutendo una tesi intitolata Contributo alla conoscenza della Fauna d'acqua dolce dell'Estense e località limitrofe. Paludi, canali, fossi, sorgenti degli Euganei, dei laghi di Arquà e Venda. Dopo tre mesi si diploma, nella medesima città, in pianoforte e composizione al conservatorio Cesare Pollini.
Visse sessant'anni come missionario in Ecuador, anche con gli indigeni Jívaros dell'Amazzonia ecuadoriana. Oltre che alla sua opera di religioso, si dedicò all'educazione, al cinema, all'antropologia e all'archeologia. Fu uno dei primi ricercatori della Cueva de los Tyos. Crespi fu uno dei precursori del cinema ecuadoriano con il suo documentario Los invincibles shuaras del Alto Amazonas (1926). Le immagini furono recuperate e conservate anni dopo le riprese.
Nel corso della sua vita da missionario raccolse un considerevole numero di reperti archeologici, con i quali intendeva costituire un museo. In seguito ad alcuni furti, nel 1978, con il consenso di padre Crespi, si ritenne opportuno che le opere di sicuro valore fossero acquistate per la collezione del Banco Central del Ecuador. Furono inventariati e ceduti più di cinquemila oggetti, dei quali fu riconosciuto il carattere e il valore archeologico, oltre a un numero minore di altri, di carattere pittorico, scultoreo ed etnografico. Altra parte di essi erano artefatti OOPArt che alcuni supposero essere antecedenti al periodo del diluvio universale, attorno ai quali già dal decennio precedente si erano sviluppati interesse e dibattito.
Svolse la sua opera principalmente a Cuenca, laddove fondò varie scuole e istituti, elementari, tecnici e universitari, oltre a refettori e laboratori per l'infanzia più povera. Nel 1940 istituì la facoltà di scienze dell'educazione, della quale fu il primo rettore. Fu proclamato "cittadino più illustre di Cuenca nel XX secolo", laddove la sua memoria rimane nel nome di diverse istituzioni, nella via a lui intitolata e nella piazza, nella quale gli fu eretto un monumento che lo raffigura assieme ad un bambino.

## Causa di beatificazione
Il 24 marzo 2006 a Cuenca si aprì la causa per la sua beatificazione da parte della Chiesa cattolica. Il 23 marzo 2023 fu dichiarato "venerabile".

## Opere
- Carlo Crespi, Los Invencibles Shuaras del Alto Amazonas (Documentario), Cinemateca Nacional del Ecuador, UNESCO, 1926.

## Onorificenze
- Medaglia d'oro al merito (Repubblica dell'Ecuador)[11].
- Medaglia d'oro al merito educativo (Repubblica dell'Ecuador)[11]